# ヘルレイザー ワールド・オブ・ペイン
『ヘルレイザー ワールド・オブ・ペイン』（Hellraiser VII: Deader）は、2005年に製作されたアメリカのホラー映画である。ヘルレイザーシリーズの第7作にあたる。

## ストーリー
エイミー・クラインはロンドンのアンダーグラウンド新聞社で働く、潜入取材を得意とするジャーナリスト。彼女は上司のチャールズに、匿名で送られてきたというビデオを見せられる。そのビデオには、ベッドでこめかみを撃ち抜きピストル自殺した人物が蘇生するというシーンが映っていた。特撮かといぶかるエイミーに、チャールズは「デッダー」というグループとの関連を示唆し、調査するよう命じる。エイミーは、ビデオの送り元の住所であるルーマニアのブカレストに向かう。しかし、彼女がその住所の部屋で見つけたのは、便器に座ったままの送り主、マーラの死体だった。

## キャスト
- カリ・ウーラー：エイミー・クライン
- ポール・リース：ウィンター
- サイモン・クンツ：チャールズ・リッチモンド
- ジョージナ・ライランス：マーラ
- マーク・ウォーレン：ジョーイ
- ダグ・ブラッドレイ：ピンヘッド（英語版）